# Садовоє
Садо́воє (рум. Sadovoe) — село в Молдові. Адміністративно підпорядковане муніципію Бєльці.

## Населення
За даними перепису населення 2004 року у селі проживали 1369 осіб.
Національний склад населення села:
| Національність       | Кількість осіб | Відсоток     |
| -------------------- | -------------- | ------------ |
| українці             | 597            | 43,6 %       |
| молдавани румуни     | 594 2          | 43,4 % 0,1 % |
| росіяни              | 147            | 10,7 %       |
| гагаузи              | 9              | 0,7 %        |
| поляки               | 6              | 0,4 %        |
| болгари              | 1              | 0,1 %        |
| євреї                | 1              | 0,1 %        |
| інша / без відповіді | 12             | 0,9 %        |
| Всього               | 1369           | 100 %        |